# Dysdera gigas
Dysdera gigas este o specie de păianjeni din genul Dysdera, familia Dysderidae, descrisă de Roewer în anul 1928. Conform Catalogue of Life specia Dysdera gigas nu are subspecii cunoscute.